# Magnolia chocoensis
Espèce
Statut de conservation UICN

 EN B1ab(iii,v) : En danger
Magnolia chocoensis est une espèce de plantes à fleurs de la famille des Magnoliacées. C'est un arbre endémique de Colombie.

## Description
C'est un arbre.

## Répartition et habitat
Cette espèce est endémique de Colombie où elle est présente dans les départements de Chocó et Risaralda. Elle pousse dans la forêt de nuage entre 1 450 et 1 900 m d'altitude.